# Mamut
Mamuții (de la genul Mammuthus) fac parte din ordinul Proboscidea al clasei Mammalia. Originea  mamuților, care au dat naștere elefanților actuali, este în Africa, procesul având loc în urmă cu circa 60 de milioane de ani.

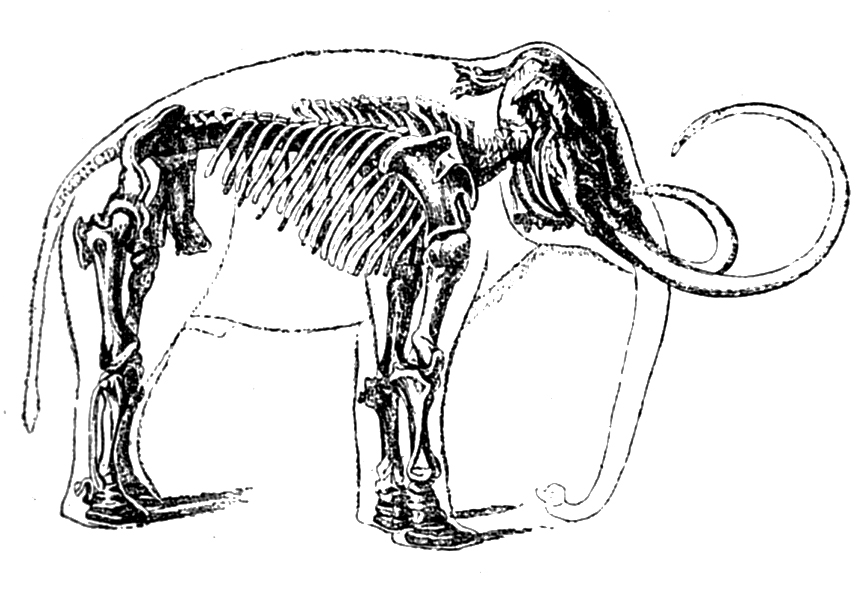
Mamut

Primele specii de mamuți au apărut în Asia, după o migrare din Africa. S-au obișnuit la condițiile de trai destul de grele, fiind situați într-o perioadă glaciară acum 80 000 de ani. Pentru a putea supraviețui, mamuții migrau în Europa pe timp de iarnă, unde condițiile erau ceva mai bune. Mamuții au ajuns chiar și în America de Nord prin istmul Bering, format acum 3 milioane de ani, pe parcursul celorlalte ere glaciare. Istmul unea America de Nord cu Asia.
Înrudit cu deinotheriumul și mastodontul, spre deosebire de elefanții actuali, mamutul avea o blană de păr lung și des, care se îngroșa pe abdomen și în zona membrelor, astfel că putea rezista climei reci.
Era înzestrat cu o pereche de colți lungi și cu o curbură pronunțată, cu care putea căuta prin zăpadă crengi și lăstare.
Capacitatea de adaptare la temperaturi scăzute se datora și grăsimilor acumulate, mai ales în zona gâtului, pe timp de vară, când mamuții se adunau în turme mari și străbăteau distanțe întinse în căutarea hranei.
Imaginea mamutului apare frecvent în picturile rupestre deoarece acesta, prin enorma sa cantitate de carne și grăsime, constituia o importantă sursă de hrană pentru omul primitiv.
Pentru vânătoare, oamenii peșterilor se adunau în grupuri mari și atrăgeau mamutul într-o capcană pregătită anterior și anume o groapă mascată de crengi.
Dispariția acestor exemplare din Europa, Asia și America de Nord se datorează mai multor factori:
- Vânătoarea excesivă practicată de Neanderthalieni și de oamenii moderni (Homo sapiens).
- Încălzirea globală ce a determinat sfârșitul ultimei ere glaciare Würm acum circa 10.000 de ani.

Mamut lânos (Mammuthus primigenius) - comparaţie cu statura unui om.
Reconstituire în mărime naturală expusă în Parc de la Ciutadella din Barcelona, realizată în 1907 la cererea membrilor Comitetului pentru științe naturale (Junta de cièncias Naturals) din Barcelona, Jaume Almera, Artur Bofill Poch și Norbert Font i Sagué

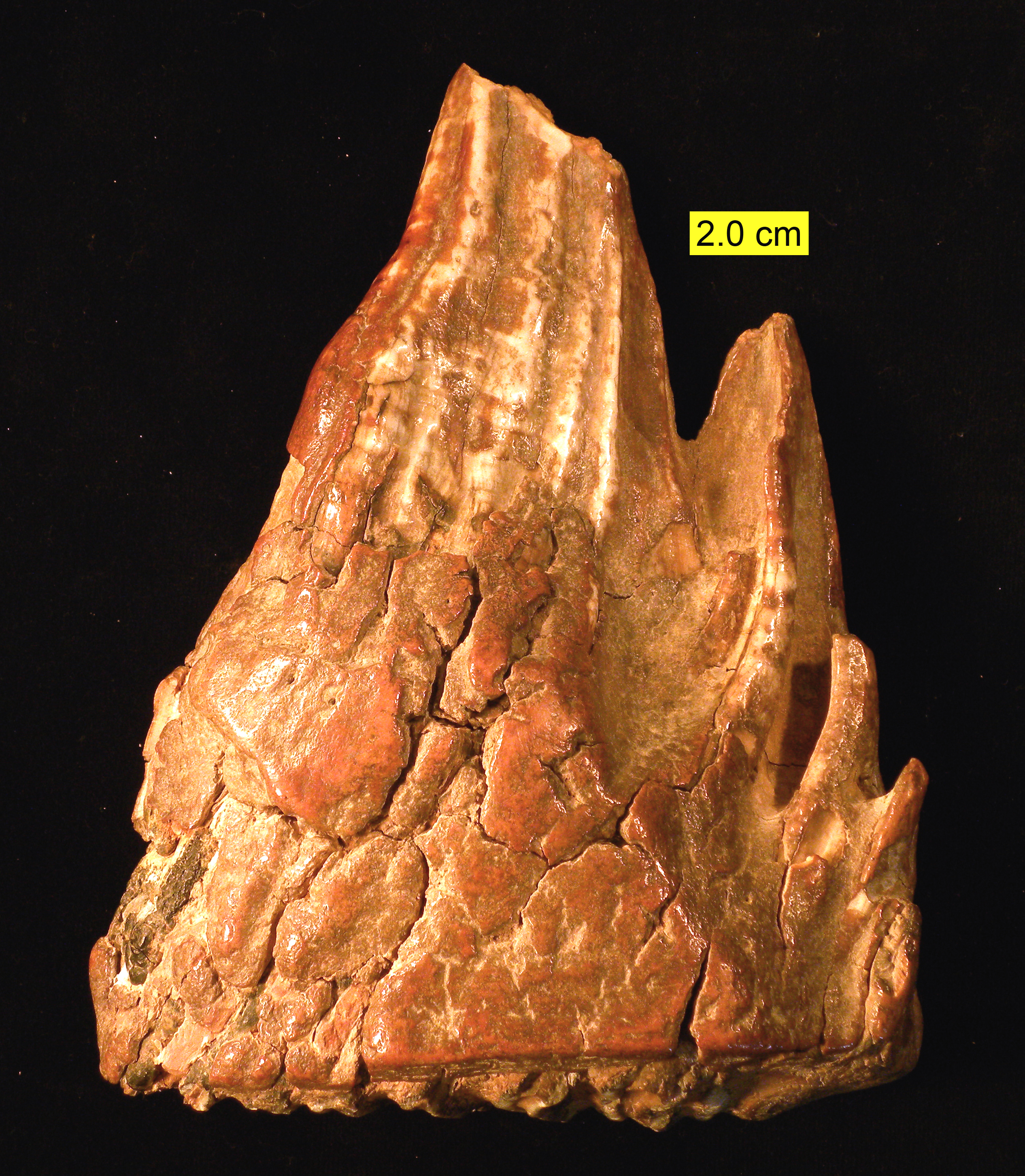
Mammuthus

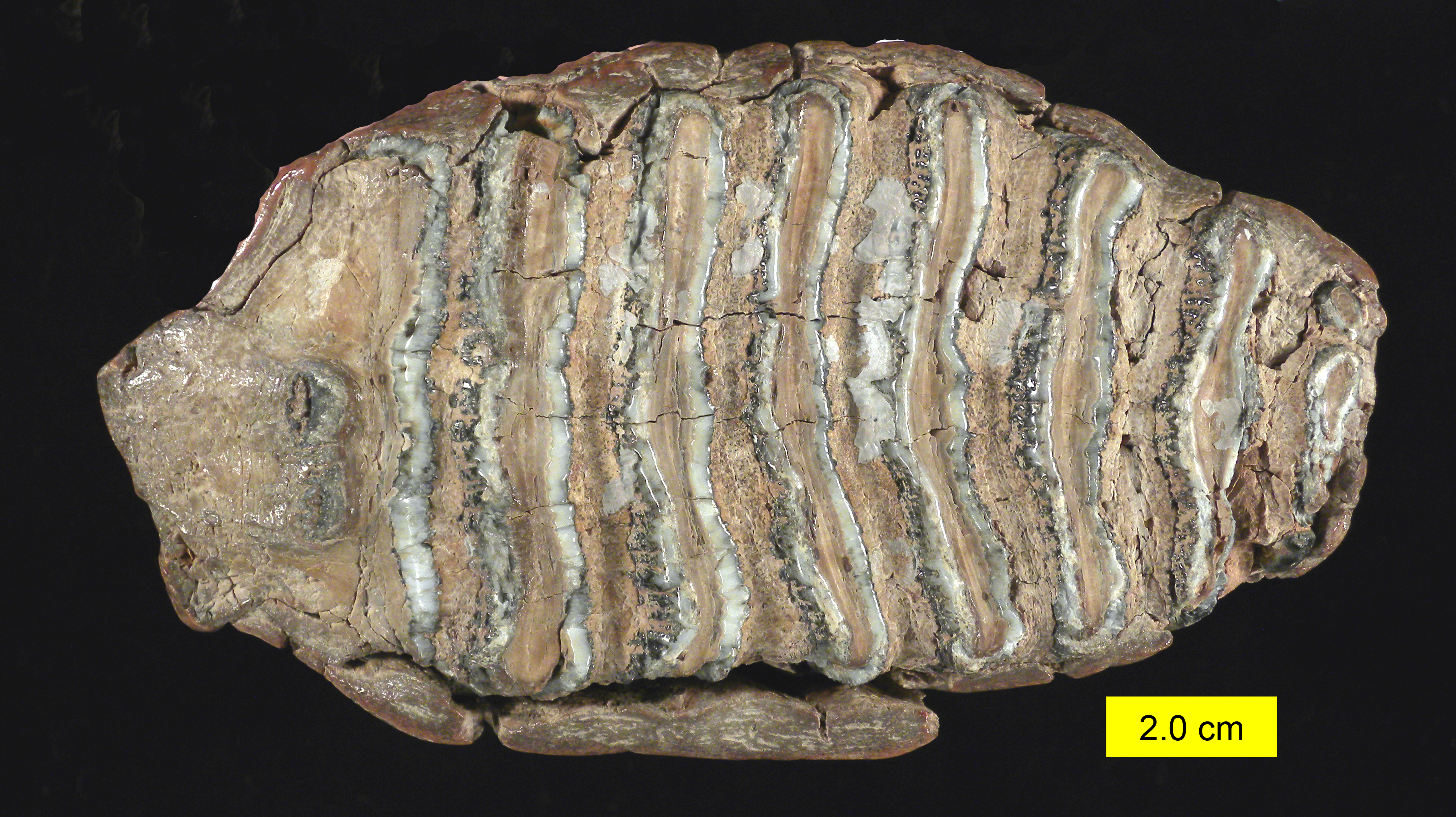
Mammuthus